# Paco Dècina
Paco Dècina, né à Naples en 1955, est un danseur et chorégraphe italien de danse contemporaine.

## Biographie
Paco Dècina, après avoir fait des études scientifiques, s'oriente vers les arts plastiques. Il étudie ensuite, à partir de 1979, la danse avec Louis Falco et Bob Curtis, puis entre dans la compagnie de Vittorio Biagi à Rome. Après être venu danser à Paris en 1984, il s'installe en France en 1986 où il devient professeur au Conservatoire de Champigny-sur-Marne. Il fonde la même année sa compagnie, intitulée Post-Retroguardia. Circumvesuviana est l'œuvre qui le fait connaître du grand public en 1988.

## Principales chorégraphies
- 1987 : Tempi morti
- 1988 : Circumvesuviana
- 1989 : Ombre in rosso antico
- 1991 : Vestigia di un corpo
- 1993 : Ciro Esposito fu Vincenzo
- 1994 : Fessure
- 1997 : Infini
- 1997 : Cinq passages dans l'ombre ou transparenze
- 1998 : Lettere al silencio
- 2000 : Neti-Neti
- 2003 : Soffio
- 2004 : Intervalle
- 2006 : Chevaliers sans armures
- 2007 : Indigo
- 2009 : Fresque, Femmes regardant à gauche
- 2010 : Sotto Sopra
- 2011 : Non finito
- 2012 : Précipitations
- 2015 : La Douceur perméable de la rosée